# 尤里·列瓦达

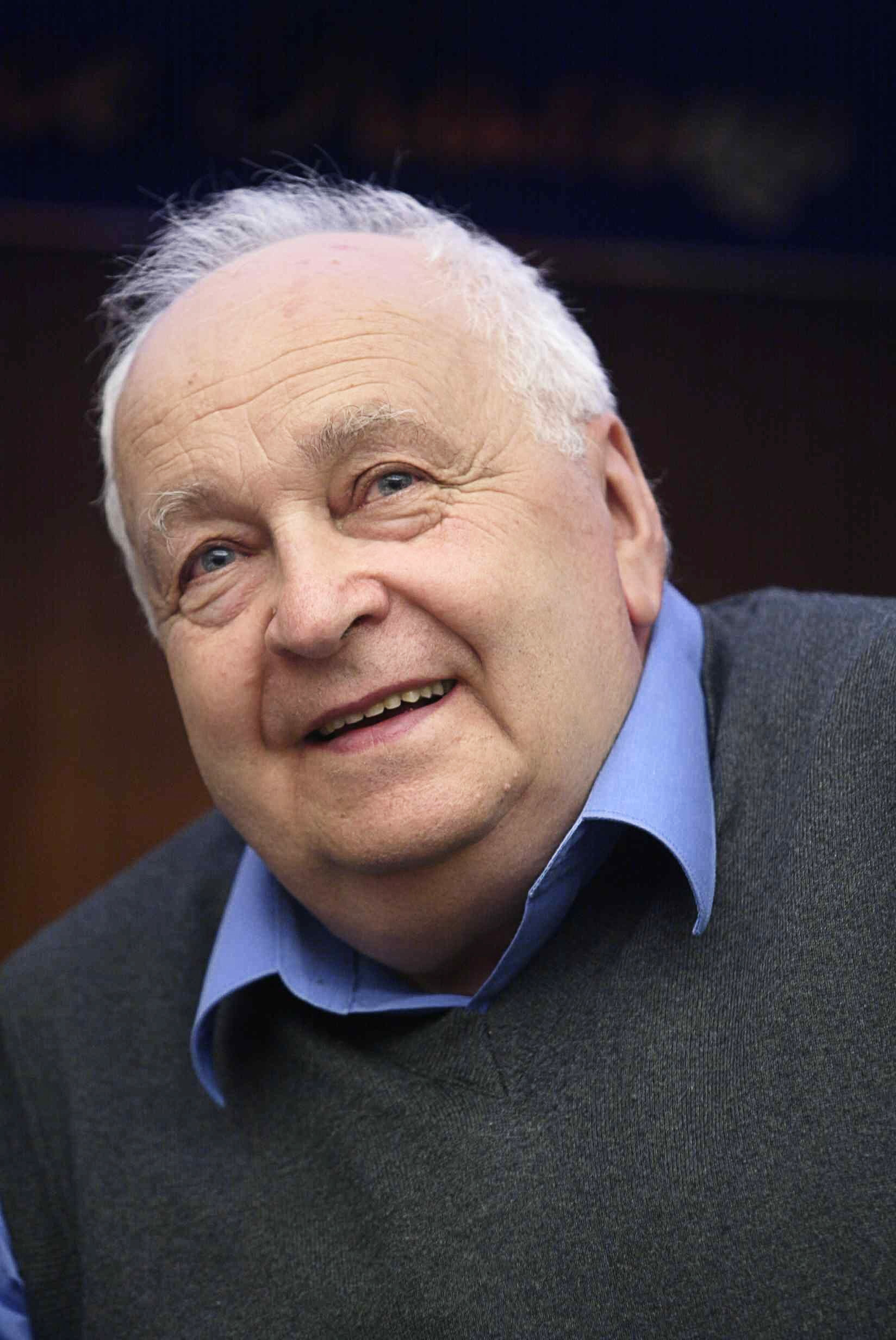
尤里·列瓦达

尤里·亚历山德罗维奇·列瓦达（俄語： Ю́рий Алекса́ндрович Лева́да，1930年4月24日 - 2006年11月16日）是蘇聯和俄罗斯社会学家、政治学家，他曾在莫斯科国立大学新闻学院任教。 他反對華約入侵捷克斯洛伐克。1969年，列瓦达被指宣傳错误的意识形态而被學校開除。蘇聯解體後他創辦列瓦达中心。